# 錢塘公主
錢塘公主（?—?），中国南北朝南齐公主，齐明帝萧鸾之女。
錢塘公主在嫁給了谢览。谢览是谢胐的侄子，选尚钱塘公主，拜驸马都尉、秘书郎、太子舍人。谢览在南梁官至中书侍郎、侍中、吏部尚书。

## 传记资料
- 《梁書 谢览傳》